# Петров, Георгий Иванович
Гео́ргий Ива́нович Петро́в (18 [31] мая 1912 года, Пинега, Пинежский уезд, Архангельская губерния, Российская империя — 13 мая 1987 года, Москва) — советский учёный-механик, специалист в области гидроаэромеханики и газовой динамики. Академик АН СССР (с 1958; член-корреспондент с 1953), доктор технических наук (1950), лауреат Сталинской премии первой степени (1949) и Государственной премии СССР (1979). Герой Социалистического Труда (1961). Педагог высшей школы, профессор, заведующий кафедрой аэромеханики механико-математического факультета МГУ имени М. В. Ломоносова (1955—1987). Организатор науки, первый директор Института космических исследований АН СССР (1965—1973).
Внёс фундаментальный вклад в теоретическую и прикладную аэродинамику и газовую динамику, один из создателей нового научного направления — космической газовой динамики.

## Биография
Родился 18 (31) мая 1912 года в городе Пинега (ныне — посёлок в Архангельской области) в семье политических ссыльных. Отец, Иван Михайлович Петров, бывший студент Императорского Московского университета, был сослан за участие в студенческих волнениях в 1910 году, мать, Анастасия Даниловна, медсестра, за участие в организации побега заключённых из Новинской женской тюрьмы. После Февральской революции 1917 года семья переехала в Воронеж, оттуда — в Иваново-Вознесенск, где Георгий пошёл в школу, а с 16 лет начал работать на ткацкой фабрике, интерес к работе ткацких станков сохранил на всю жизнь.
В 1930 году поступил на физико-математический (с 1933 года — механико-математический) факультет Московского университета; в 1935 году окончил университет по кафедре аэромеханики под научным руководством В. В. Голубева и был принят на работу в Центральный аэрогидродинамический институт имени Н. Е. Жуковского (ЦАГИ), в котором до этого проходил производственную практику (там был инженером, старшим инженером, заместителем начальника лаборатории). Выполненные в ЦАГИ работы Г. И. Петрова (опубликованы в 1937—1940 гг.) стали классическими в теоретическом исследовании гидродинамической устойчивости. 
Во время Великой Отечественной войны проводил важные исследования по совершенствованию аэродинамики самолётов, применение полученных результатов позволило увеличить скорость истребителей «Ла-5» и «Як-3».
В 1944 году перешёл на работу в НИИ-1 (с 1965 — НИИ Тепловых процессов, НИИТП; ныне — Исследовательский центр имени М. В. Келдыша), где занимался разработкой реактивных авиационных двигателей и испытательных сверхзвуковых стендов.
С 1952 года одновременно работал профессором кафедры аэромеханики мехмата МГУ; в 1955 году по просьбе ректора МГУ И. Г. Петровского возглавил эту, ставшую вакантной после кончины в декабре 1954 года В. В. Голубева, кафедру, переименованную в кафедру аэромеханики и газовой динамики, и заведовал ею до конца своей жизни. В тематику кафедры вошли новые научные направления, связанные с созданием реактивной техники и научного испытательного оборудования.
С 1953 года — член-корреспондент Академии наук СССР, с 1958 г. — действительный член Академии наук СССР. Вошёл в первоначальный состав Национального комитета СССР по теоретической и прикладной механике (1956).
Вместе с С. П. Королёвым и М. В. Келдышем стоял у истоков космонавтики. Принимал деятельное участие в создании Института космических исследований АН СССР и по представлению президента АН СССР М. В. Келдыша стал в 1965 году его первым директором. Возглавлял Научный совет Академии наук СССР по проблемам Луны и планет. При активном участии Г. И. Петрова были разработаны и осуществлены программы по изучению Луны, а также планет Венера и Марс.
В 1987 году перешёл на работу в Институт проблем механики АН СССР.
Организовал и возглавил (совместно с Г. Ф. Телениным, Л. А. Чудовым и Г. С. Росляковым) научный семинар по применению численных методов в динамике жидкостей и газов при Вычислительном центре МГУ.
Организатор и руководитель научной конференции (зимней школы) «НеЗаТеГиУс» (Нелинейные Задачи Теории Гидродинамической Устойчивости), проводящейся каждые два года начиная с 1976.
Главный редактор журнала Известия АН СССР. Серия «Механика жидкости и газа», член редколлегий журналов «Космические исследования» и «Прикладная математика и механика».
Член Международной академии астронавтики.
Скончался 13 мая 1987 года. Похоронен на Кунцевском кладбище в Москве (10 уч.).

## Научная деятельность
Основные работы в области прикладной газовой динамики. Первые работы Г. И. Петрова рассматривают вопросы устойчивости вихревых слоёв, распространения колебаний в вязкой жидкости, выяснения физических условий распада ламинарного течения.
Один из авторов метода исследования устойчивости гидродинамических течений (метод Галёркина — Петрова). Доказал сходимость метода Галёркина отыскания собственных значений для широкого класса уравнений, включая уравнения для неконсервативных систем (такие, как, например, уравнения колебаний в вязкой жидкости). Работы Г. И. Петрова в данной области завершились созданием научной школы по гидродинамической устойчивости, получившей заслуженное признание в научном мире.
Исследования оптимальных систем косых скачков уплотнения, выполненные Г. И. Петровым, стали основополагающими в практике создания сверхзвуковых диффузоров. Г. И. Петров предложил и разработал идею плоского регулируемого сверхзвукового сопла для использования в аэродинамических трубах, развил теорию мостообразного скачка уплотнения, установил фундаментальный закон о предельном перепаде давления в скачке, который турбулентный пограничный слой способен выдержать без отрыва от стенки, разработал эффективные численные методы решения уравнений пограничного слоя при протекании в нём физико-химических процессов, а также методы численного расчёта обтекания тела с отошедшей ударной волной.
Участвовал в разработке методов теплозащиты советских спускаемых космических аппаратов. Руководил советом по координации поисковых научно-исследовательских работ для решения вопросов аэрогазодинамики, определения тепловых потоков и разработки теплозащитного покрытия головной части ракеты-носителя Р-7. За большие успехи в развитии ракетной промышленности, науки и техники, и успешное осуществление первого в мире полёта человека в космическое пространство на корабле-спутнике «Восток» был удостоен звания Героя Социалистического Труда (Указ Президиума Верховного Совета СССР от 17 июня 1961 г.; не публиковался).
Г. И. Петров был одним из создателей нового научного направления — космической газовой динамики, предметом которого стало изучение солнечного ветра, обтекания планет солнечным ветром, проблем входа тел с большими сверхзвуковыми скоростями в плотные слои планетных атмосфер, механизмов разогрева хромосферы и короны Солнца, взаимодействия солнечного ветра с межзвёздной средой.
Разработал оптические методы визуального изучения воздушных слоёв.
Предложил оригинальную идею для объяснения Тунгусского явления 1908 г., получившую широкий научный резонанс. Рассмотрев проблему торможения тел в атмосфере с низкой массовой плотностью, Г. И. Петров выявил новую — взрывную — форму входа в атмосферу космического объекта (не дающую, в отличие от случая обычных метеоритов, видимых следов распавшегося тела).

## Педагогическая деятельность
Работая в МГУ, в течение многих лет читал специальный курс по прикладной газовой динамике. Руководил работой специальных семинаров для студентов и аспирантов кафедры аэромеханики и газовой динамики, а также научного семинара для сотрудников кафедры и Института механики МГУ.
Совмещение Г. И. Петровым преподавательской работы в МГУ и научной работы в научно-исследовательских институтов способствовало тому, что на кафедре он ставил актуальные для практики задачи, рождённые в научных коллективах. Обладая чутким и отзывчивым характером, он быстро вызывал симпатии людей, всегда был окружён студентами и аспирантами.

Обращаясь к научной молодёжи, Г. И. Петров выделял, как главные, два умения — не терять способность удивляться (человек, ничему не удивляющийся, по его мнению — тупой человек и по-человечески не может быть счастлив) и умение работать, которое надо развивать в себе, как привычку. Особо подеркивал он порядочность, человеческую и научную:

Ни при каких обстоятельствах не поступайтесь элементарной порядочностью и особенно научной порядочностью, чем бы это вам не грозило в данный момент. И тогда вы не потеряете счастья, которого я вам очень желаю.

## Общественная деятельность
Активно выступал против проекта перенаправления части вод северных рек в засушливые регионы страны. Утверждал, что переброска речного стока — это глубоко ошибочное мероприятие, и его осуществление имело бы крайне опасные экологические последствия, нанесло бы громадный, трудновосполнимый вред отечественной экономике и культуре. Подписал коллективное письмо протеста крупных учёных на XXVII съезд КПСС.
Твёрдо отстаивал свои научные позиции и был нетерпим к научной недобросовестности. Свою позицию объявлял публично, в том числе и через центральные газеты. 14 мая 1962 года опубликовал в газете «Правда» статью «Дельцы от науки и их покровители», разбиравшуюся на уровне руководства страны и имевшую серьёзные последствия.

## Награды
- Герой Социалистического Труда (1961)[29].
- Орден Ленина (1956, 1961, 1962, 1982).
- Орден Трудового Красного Знамени (1957, 1971, 1975).
- Медали, в том числе «За доблестный труд в Великой Отечественной войне 1941—1945 гг.» (1945), «В память 800-летия Москвы» (1947)
- Сталинская премия первой степени (1949).
- Государственная премия СССР (1978).
- Премия имени Н. Е. Жуковского (1961; с соавторами) — за исследования по расчёту профилей сверхзвуковых сопел.

## Память
- Мемориальные доски академику Г. И. Петрову установлены:

в 1988 году на здании газодинамической лаборатории Исследовательского центра имени М. В. Келдыша в Москве, где в 1953—1965 годах работал Г. И. Петров,
в 2012 году у помещения кафедры аэромеханики и газовой динамики механико-математического факультета МГУ имени М. В. Ломоносова, которой Г. И. Петров заведовал в 1955—1987 годах.
- Российским национальным комитетом по теоретической и прикладной механике в 1997 году учреждена Премия имени академика Г. И. Петрова (с нагрудной медалью)[31][32]

## Избранная библиография
- Петров Г. И. Применение теневого метода для исследования спектров воздушного потока. — Технические заметки/ Центр. аэро-гидродинамич. ин-т им. проф. Н. Е. Жуковского. — М. : Центр. аэро-гидродинамич. ин-та им. проф. Н. Е. Жуковского, 1936. — № 107. — 9 с.
- Петров Г. И. Об устойчивости вихревых слоев. — Труды Центрального аэро-гидродинамического института имени профессора Н. Е. Жуковского. — М. : Центр. аэро-гидродинамич. ин-т им. проф. Н. Е. Жуковского, 1937. — Вып. 304. — 24 с.
- Петров Г. И. О распространении колебаний в вязкой жидкости и возникновении турбулентности. — Труды Центрального аэро-гидродинамического института имени профессора Н. Е. Жуковского. — М. : ЦАГИ, 1938. — Вып. 345. — 28 с.
- Петров Г. И. Применение метода Галёркина к задаче об устойчивости течения вязкой жидкости. — Прикладная математика и механика. Новая серия. — 1940. — Т. 4, вып. 3. — С. 3—11.
- Петров Г. И. Космические исследования в СССР. — М.: Знание, 1970. — 46 с.